# FC 스파르타크-2 모스크바
FC 스파르타크-2 모스크바(러시아어: ФК «Спартак-2» Москва)는 모스크바를 연고로 하는 러시아의 축구단이다. 러시아 프리미어리그의 FC 스파르타크 모스크바의 리저브팀이다.

## 선수 명단

### 현역
참고: FIFA 자격 규정에 따라 소속된 국가대표팀 국기를 표시합니다. 선수는 복수의 FIFA 비회원국 국적을 가지고 있을 수 있습니다.
| 번호 | 포지션 | 국적 | 이름 |
| ---- | ------ | ---- | ---- |

| 번호 | 포지션 | 국적 | 이름 |
| ---- | ------ | ---- | ---- |

## 역대 감독
| 감독            | 임기        |
| --------------- | ----------- |
| 빅토르 불라토프 | 2018 ~ 2020 |